# Kabiyé
Kabiyé (auch Kabire, Cabrai, Kabure, Kabye oder Cabrais) ist die Sprache der westafrikanischen Kabiyé (Volk), welche in Togo in der Region Kara, vorrangig in Kozah und Binah, von ca. 700.000 (1998) Sprechern gebraucht wird.
Etwa 65 % der Sprecher leben im Zentrum von Togo oder in den Plateau Regionen. Hauptsächlich findet sich die Sprache in den togoischen Gebieten Sotouboua, Blitta, Kloto, Ogou, Amlame, Wawa, und Haho.
Im Benin sind etwa 30.000 (1991) Sprecher zu finden.
Im Norden Ghanas findet Kabiyé von einer nicht näher bekannten Zahl von Sprechern Verwendung.